# جايسون ستيفنز (لاعب دوري الرغبي)
جايسون ستيفنز (بالإنجليزية: Jason Stevens)‏ هو لاعب دوري الرغبي أسترالي، ولد في 8 يناير 1973.